# Montreuil-sur-Blaise
Montreuil-sur-Blaise é uma comuna francesa na região administrativa de Grande Leste, no departamento de Haute-Marne. Estende-se por uma área de 1,36 km². Em 2010 a comuna tinha 159 habitantes (densidade: 116,9 hab./km²).